# Општина Хурезани (Горж)
Хурезани (рум. Hurezani) општина је у Румунији у округу Горж.
Oпштина се налази на надморској висини од 266 m.